# Eugene Wright
Eugene Wright (Chicago, 29 maggio 1923 – Los Angeles, 30 dicembre 2020) è stato un contrabbassista jazz statunitense.

## Biografia
Conosciuto specialmente per aver fatto parte del The Dave Brubeck Quartet (1958-1967),  collaborò  anche con altri famosi artisti jazz: Count Basie, Charlie Parker, Billie Holiday, Carmen McRae, Buddy DeFranco, Cal Tjader, Kai Winding, Karen Hernandez, Sonny Stitt, Gene Ammons, Dottie Dodgion, Lee Shaw, Dorothy Donegan. Suonò, inoltre, anche con il trio di Monty Alexander.